# Десять городов-государств Кипра
Десять городов-государств античного Кипра — это греческие, греко-финикийские и греко-этеокиприотские государства, перечисленные в записях на табличках ассирийского царя Асархаддона в 673/2 году до н. э.:
1. Пафос (Πάφος, греческий)
2. Саламин (Σαλαμίς, греческий)
3. Солы (Σόλοι, греческий)
4. Курион (Κούριον, греческий)
5. Китры (Χῦτροι, греческий)
6. Китион (Κίτιον, греко-финикийский)
7. Аматус (Ἀμαθούς, греко-этеокиприотский)
8. Идалион (Ἰδάλιον, греко-этеокиприотский)
9. Ледра (Λῆδραι, греческий)
10. Тамассос (Ταμασσός, греческий)

позднее к ним стали причисляться также
1. Кирения (Κυρηνεία, греческий)
2. Лапетос (Λάπηθος, греческий, некоторое время — греко-финикийский)
3. Марион (Μάριον, греческий)